# Melton Constable Hall

Melton Constable Hall é um palácio da Inglaterra localizado na aldeia de Melton Constable, condado de Norfolk. Foi construído no século XVII, por Christopher Wren, no interior de um grande parque, o Melton Constable Park.

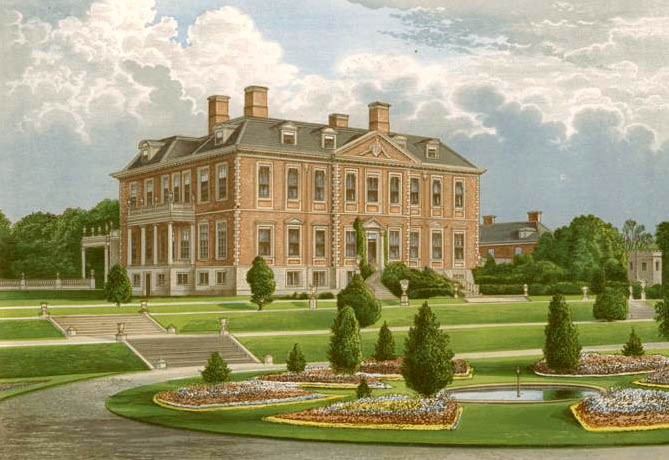
Melton Constable Hall cerca de 1880.

## O palácio
Melton Constable Hall é visto como o mais refinado exemplar do estilo de Christopher Wren. O palácio foi remodelado e ampliado por Sir Jacob Astley entre 1664 e 1670. Possui magníficos tectos em gesso datados de 1687, provavelmente moldados por Edward Goudge. O coração do edifício é isabelino.
Entre a igreja e o palácio ergue-se uma torre conhecida como Belle Vue, da qual se avista Norwich e o mar. Belle Vue fica de facto em Briningham, a cerca de duas milhas (três quilómetros) do palácio e não entre este e a igreja de Melton Park, embora possa ser descrito como estando entre Melton Constable Hall e a Igreja de São Pedro em Swanton Novers. Esta espécie de moinho foi construída por Sir Jacob Astley, 1º Baronete de Melton Constable Hall, em 1721. O moinho foi pouco usado, pelo que Sir Edward Astley, o 4º Baronete, substituíu a torre de madeira por uma de tijolo cerca de 1775. Esta nova torre foi construída sobre a existente base octogonal de Três andares em tijolo. É a única do seu tipo existente no condado de Norfolk, sendo também a mais antiga base.
Com o passar do tempo caíu no abandono, mas foi recentemente restaurada e é agora uma residência.
Ao longo dos anos algumas pessoas locais têm-se preocupado com o estado do palácio e dos seus edifícios circundantess. Algumas partes encontram-se actualmente muito degradadas. Um artigo recente no jornal do Norfolk, Eastern Daily Press, fornece alguns detalhes das condições em que se encontra e dá informação acerca dos negócios do proprietário.

## O parque
O Melton Constable Park foi desenhado por Capability Brown entre 1764 e 1769. Possui uma pequena igreja, um templo e vários caprichos de jardim, os quais são verdadeiras obras de arte. A sua invulgar igreja encontra-se aconchegada entre as árvores, teixos, abetos e carvalhos, tendo acesso por uma agradável estrada alinhada com rododendros. Possui elementos da arquitectura normanda e muitos memoriais à família Astley, que usou o título "Lord Hastings". Sir Jacob Astley lutou na Guerra Civil Inglesa e a sua oração ainda é citada por muitos: Senhor, vou estar muito ocupado neste dia. Posso esquecer-me de ti mas não te esqueças de mim ("Lord, I shall be very busy this day. I may forget Thee but do Thou not forget me").

## Cinema
Melton Constable Hall serviu de cenário para o filme The Go-Between, uma adaptação de 1970 da novela de L. P. Hartley com o mesmo nome. Este filme viria a vencer a Palma de Ouro do Festival de Cannes em 1971.